# Kankan
Kankan (in maninka: Kánkàn) è un comune (in francese sous-préfecture) della Guinea, parte della regione di Kankan e della prefettura di Kankan.
Fondata dal gruppo etnico dei mandingo (localmente chiamati Malinké), nel XVII secolo, è tuttora un importante centro culturale per questo popolo.